# Inari Ōkami
Inari Ōkami (稲荷大神, também conhecida como Oinari) é um kami japonês das raposas, da fertilidade, do arroz, da agricultura, da indústria e do êxito em geral. Assim como as raposas, é dito que Oinari gosta de abura-age.

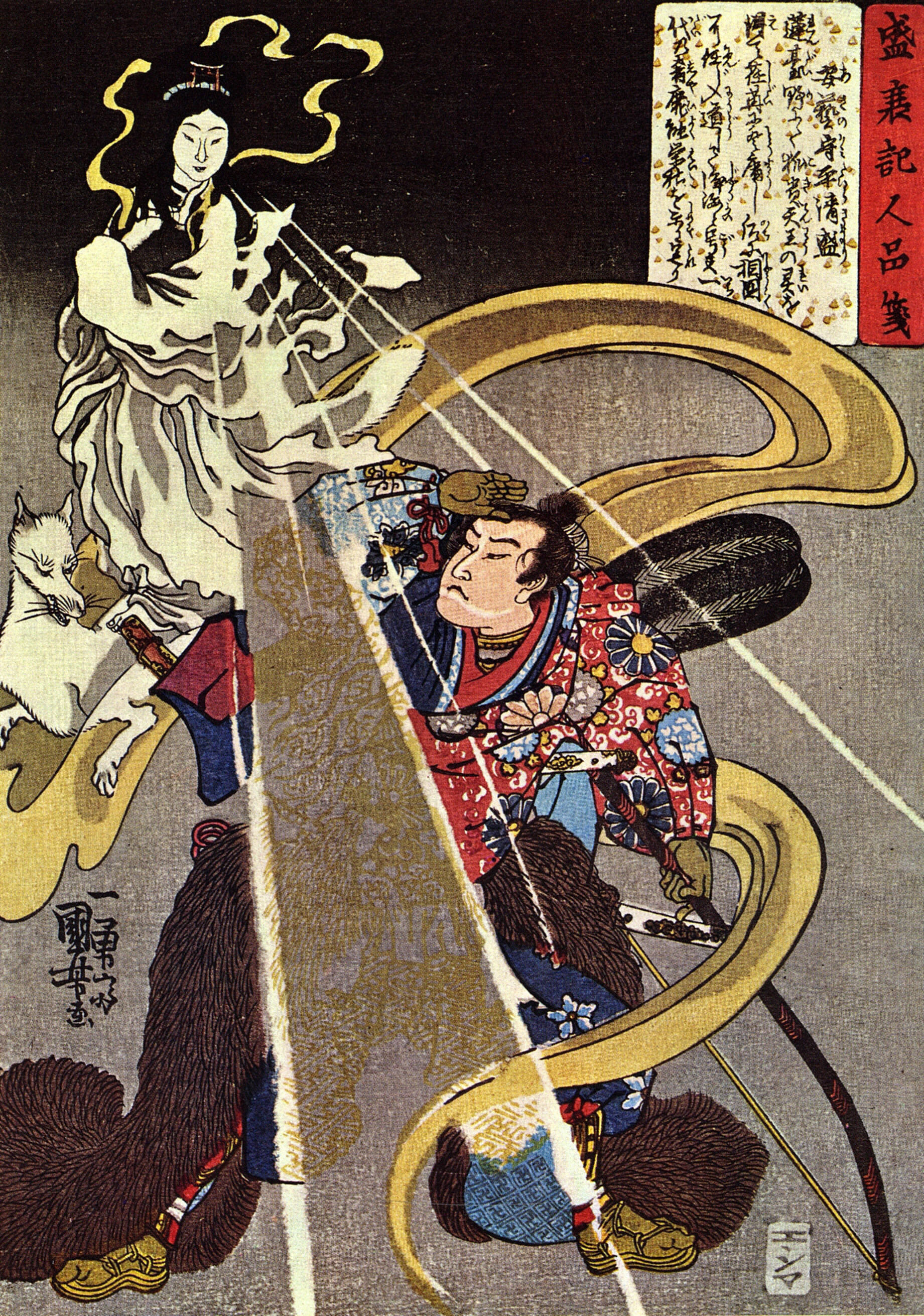
O kami Inari retratado como um guerreiro. Esta descrição mostra a influência da deusa budista Dakiniten. Pintura de Utagawa Kuniyoshi.

Inari foi representado durante a história tanto como uma divindade masculina como feminina.